# چاکرآسانا

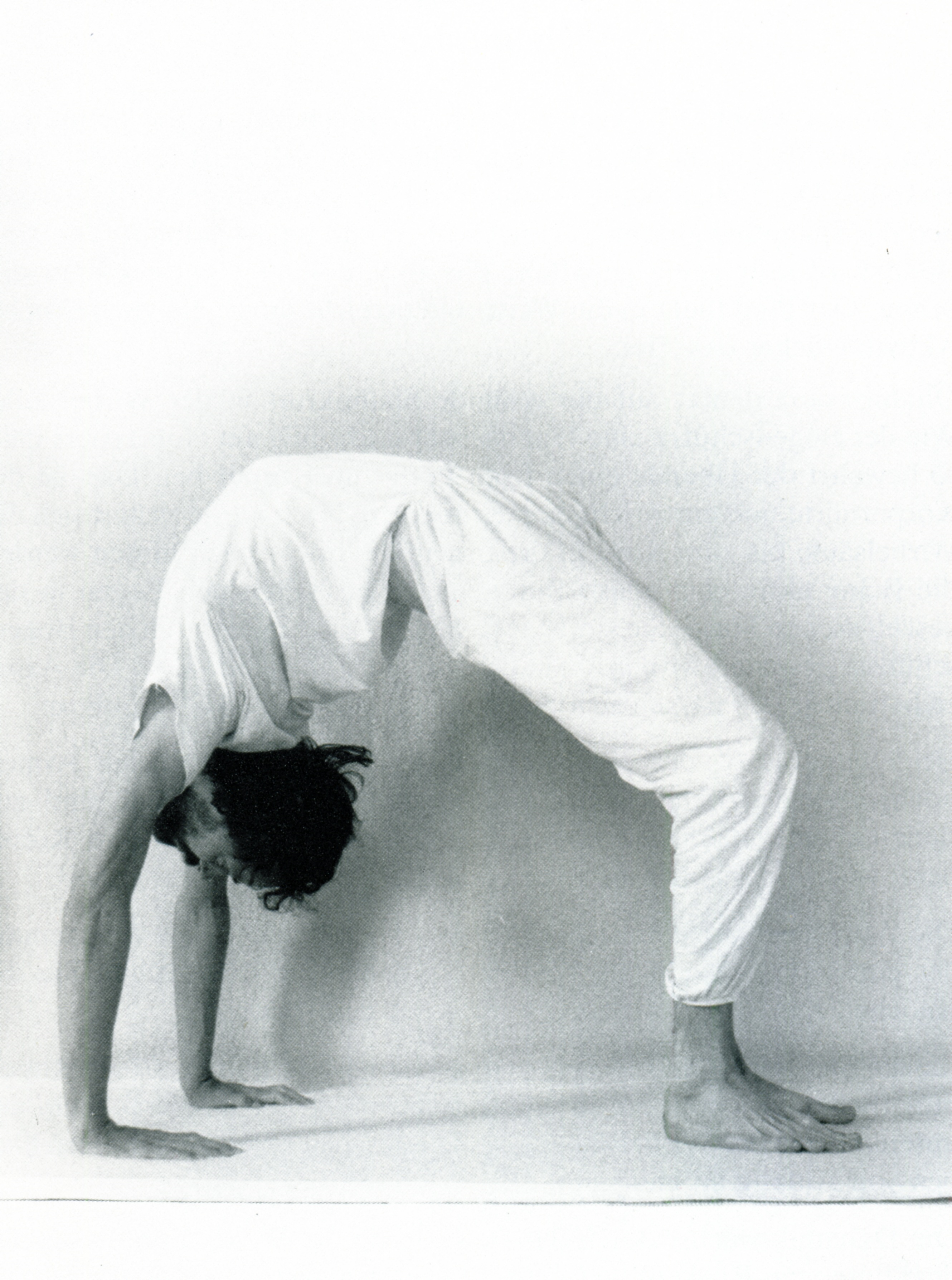
Chakrasana, Heinz Grill 1992

چاکر اسانا (سانسکریت: चक्रासन) حرکت چرخ یک آسانا خمشی در یوگا به عنوان ورزش است.

## ریشه‌شناسی
نام چاکر اسانا از کلمات سانسکریت चक्र چاکرا، «چرخ» و आसन āsana، حالت نشسته گرفته شده‌است.

## شرح
به پشت روی زمین دراز کشیده زانوها خم، پاشنه‌ها به لُمبرها نزدیک شده و دستها خم و کف دست‌ها در دو طرف سر روی زمین گذاشته، انگشتان دست باید به طرف پاشنه‌ها باشند. وزن بدن روی کف پاها و کف دستها پخش شده، بدن بالا آمده تا تمام فشار به پاها و دستها منتقل شود و پشت بدن به شکل کمانی کامل در آید.